# William Rodman
William Rodman (* 7. Oktober 1757 in Bensalem, Bucks County,  Province of Pennsylvania; † 27. Juli 1824 bei Bristol, Pennsylvania) war ein US-amerikanischer Politiker. Zwischen 1811 und 1813 vertrat er den Bundesstaat Pennsylvania im US-Repräsentantenhaus.

## Werdegang
William Rodman wuchs während der britischen Kolonialzeit auf. Er besuchte die öffentlichen Schulen seiner Heimat. In den 1770er Jahren schloss er sich der amerikanischen Revolution an und wurde Soldat im Unabhängigkeitskrieg. Zwischen 1791 und 1800 war er Friedensrichter in seiner Heimat; im Jahr 1794 war er an der Niederschlagung der Whiskey-Rebellion beteiligt. Politisch wurde er Mitglied der Ende der 1790er Jahre von Thomas Jefferson gegründeten Demokratisch-Republikanischen Partei. Zwischen 1804 und 1808 gehörte er dem Senat von Pennsylvania an.
Bei den Kongresswahlen des Jahres 1810 wurde Rodman im zweiten Wahlbezirk von Pennsylvania in das US-Repräsentantenhaus in Washington, D.C. gewählt, wo er am 4. März 1811 die Nachfolge von John Ross antrat. Bis zum 3. März 1813 konnte er eine Legislaturperiode im Kongress absolvieren. Diese war von den Ereignissen des Britisch-Amerikanischen Krieges geprägt. Nach seiner Zeit im US-Repräsentantenhaus zog sich William Rodman aus der Politik zurück. Er starb am 27. Juli 1824 auf dem Anwesen Flushing nahe Bristol.